# Эйделот, Уильям Осгуд
Уильям Осгуд Эйделот (англ. William (Bill) O. (Osgood) Aydelotte; 1 сентября 1910, Блумингтон, Индиана — 17 января 1996, Айова-Сити, Айова) — американский историк, специалист по британскому парламенту. Доктор философии (1934), именной профессор Айовского университета, где трудился с 1947 года. Член НАН США (1974). Был одним из первых историков (вторым), избранных в НАН США.
Был единственным ребенком в семье, сын Frank Aydelotte.
Изучал классику в Гарварде, в 1931 году получил степень бакалавра; Phi Beta Kappa. Приняв решение стать историком, поступил в Кембридж, где в 1934 году получил степень доктора философии по истории, изучал дипломатическую историю под началом Герберта Баттерфилда и Harold Temperley. Два года проработал в Вашингтоне. На протяжении десяти лет преподавал в Тринити-колледже в Хартфорде, Смит-колледже и Принстоне. В 1947 поступил ассистент-профессором на исторический факультет Айовского университета. В 1947-1959 и 1965-1968 годах завкафедрой истории, в 1976-1978 годах именной профессор (Carver Professor) истории, в последний год ушел в отставку. Заслуженный феллоу Iowa Academy of Science (1975). Президент Social Science History Association (1980). Член редколлегий Journal of Modern History и Social Science History.
Занимался сперва дипломатической историей, а также историей империализма, после чего переключился на социальную, политическую и интеллектуальную историю Англии.
Автор Bismarck and British Colonial Policy: The Problem of South West Africa, 1883—1885 (1937).
Редактор The History of Parliamentary Behavior (Princeton University Press, 1977) {Рец.}. Также соредактор, совместно с Робертом Фогелем, The Dimensions of Quantitative Research in History (1972).
В 1956 году женился на Myrtle Aydelotte, две дочери, внук.